# Iwankowce (obwód chmielnicki)
Iwankowce (ukr. Іванківці, Iwankiwci) – wieś na Ukrainie w rejonie dunajowieckim obwodu chmielnickiego.